# Diecezja grodzieńska
Diecezja grodzieńska (biał. Гродзенская дыяцэзія; Hrodzienskaja dyjacezija; Гарадзенская дыяцэзія; Haradzienskaja dyjacezija) – jedna z czterech diecezji obrządku łacińskiego na Białorusi w obwodzie grodzieńskim, wchodząca w skład metropolii mińsko-mohylewskiej.

## Historia
W czasie sejmu wielkiego zamierzano w miejsce biskupstwa inflanckiego utworzyć diecezję grodzieńską. Król Polski Stanisław August Poniatowski zamierzał mianować pierwszym biskupem grodzieńskim ks. Daniela Kazimierza Narbutta. Rozbiory Polski zniweczyły jednak te plany.
Diecezję erygował Jan Paweł II 13 kwietnia 1991 roku. Jej obszar pokrywać się miał z terytorium obwodu grodzieńskiego (ok. 25 tys. kilometrów kwadratowych). Pierwszym biskupem mianowany został ówczesny proboszcz parafii Ducha Świętego w Wilnie Aleksander Kaszkiewicz. W latach 1998–2004 diecezja posiadała również biskupa pomocniczego w osobie Antonija Dziamjanki. Od 1999 roku biskup grodzieński wchodzi w skład Konferencji Biskupów Katolickich na Białorusi. W 2016 roku ustanowiono grodzieńską kapitułę katedralną.
30 września 2024 roku biskup grodzieński Aleksander Kaszkiewicz przeszedł na emeryturę, a jego następcą został biskup Włodzimierz Hulaj.

## Biskupi
- Biskup diecezjalny: bp Włodzimierz Hulaj (od 2024)
- Aleksander Kaszkiewicz (biskup senior)

## Polska cyrylica
Ze względu na nieznajomość alfabetu łacińskiego pośród wiernych, Wydawnictwo Diecezjalne publikuje modlitewniki i zbiory pieśni kościelnych po polsku ale w zapisie cyrylicznym.

## Mapa diecezji

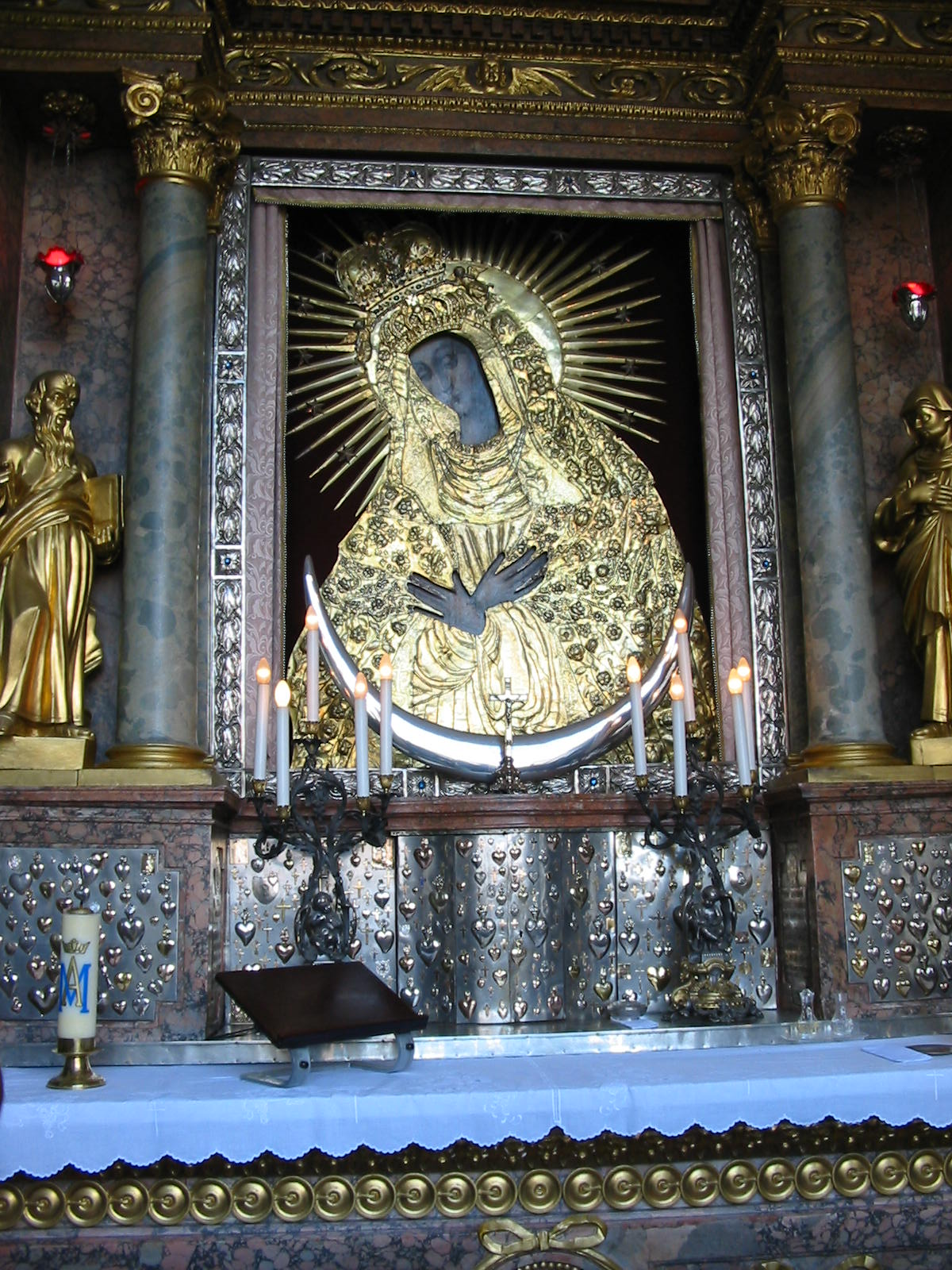
Matka Boska Ostrobramska – patronka diecezji

## Patroni
Głównym patronem diecezji jest Matka Boska Ostrobramska. Dodatkowymi patronami są: święty Kazimierz Jagiellończyk oraz święty Maksymilian Maria Kolbe.

## Struktura i wierni
Terytorium diecezji zamieszkuje około 1,052 miliona osób, z czego 573 tysiące to katolicy. Katolicy stanowią więc 54,9% ludności terytorium.

## Instytucje
- Kuria diecezjalna
- Grodzieńska Kapituła Katedralna
- Wyższe Seminarium Duchowne
- Caritas diecezjalne
- Wydawnictwo diecezjalne (wydaje gazetę „Słowo Życia”)

Kościołem katedralnym jest bazylika św. Franciszka Ksawerego w Grodnie.

## Sanktuaria
- Sanktuarium Matki Bożej Pocieszycielki Strapionych w Borunach
- Sanktuarium Matki Bożej Kongregackiej w Grodnie (katedra)
- Sanktuarium Matki Bożej Szkaplerznej w Gudogajach
- Sanktuarium Matki Bożej Jasnogórskiej Cierpliwie Słuchającej w Kopciówce
- Sanktuarium Błogosławionych Męczennic w Nowogródku
- Sanktuarium Jezusa Frasobliwego w Rosi
- Sanktuarium Matki Bożej Fatimskiej w Szczuczynie
- Sanktuarium Matki Bożej Trokielskiej Królowej Rodzin w Trokielach

## Święci i błogosławieni
Wśród świętych i błogosławionych związanych z diecezją grodzieńską znajdują się:
- św. o. Maksymilian Maria Kolbe OFMConv.
- bł. Marianna Biernacka
- bł. ks. Henryk Hlebowicz
- bł. ks. Antoni Leszczewicz MIC
- bł. s. Bogumiła Noiszewska CSIC,
- bł. o. Achilles Puchała OFMConv.
- bł. ks. Michał Sopoćko
- bł. s. Maria Marta Kazimiera Wołowska CSIC
- 11 męczennic z Nowogródka

## Miasta diecezji

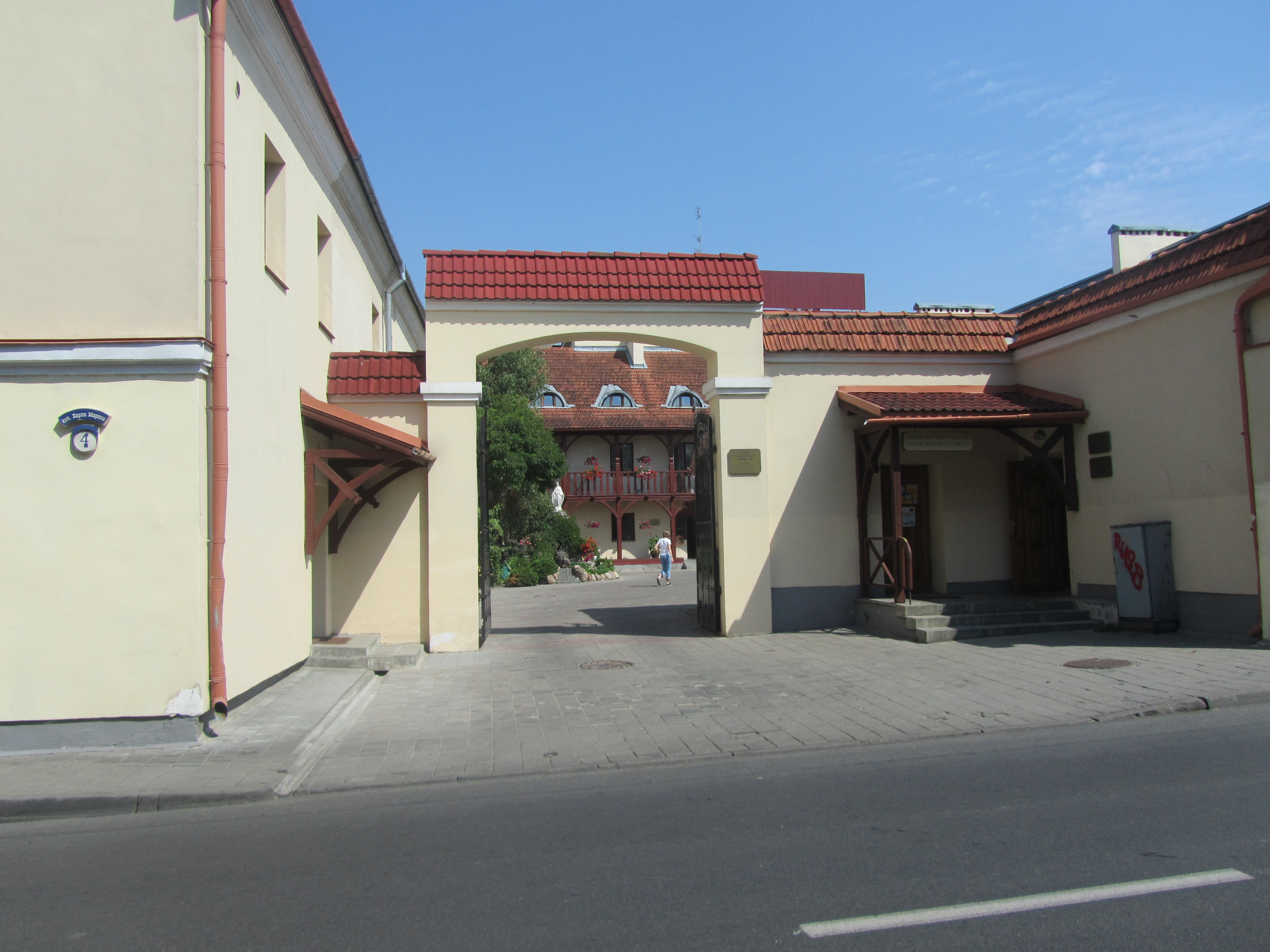
Kuria diecezjalna w Grodnie

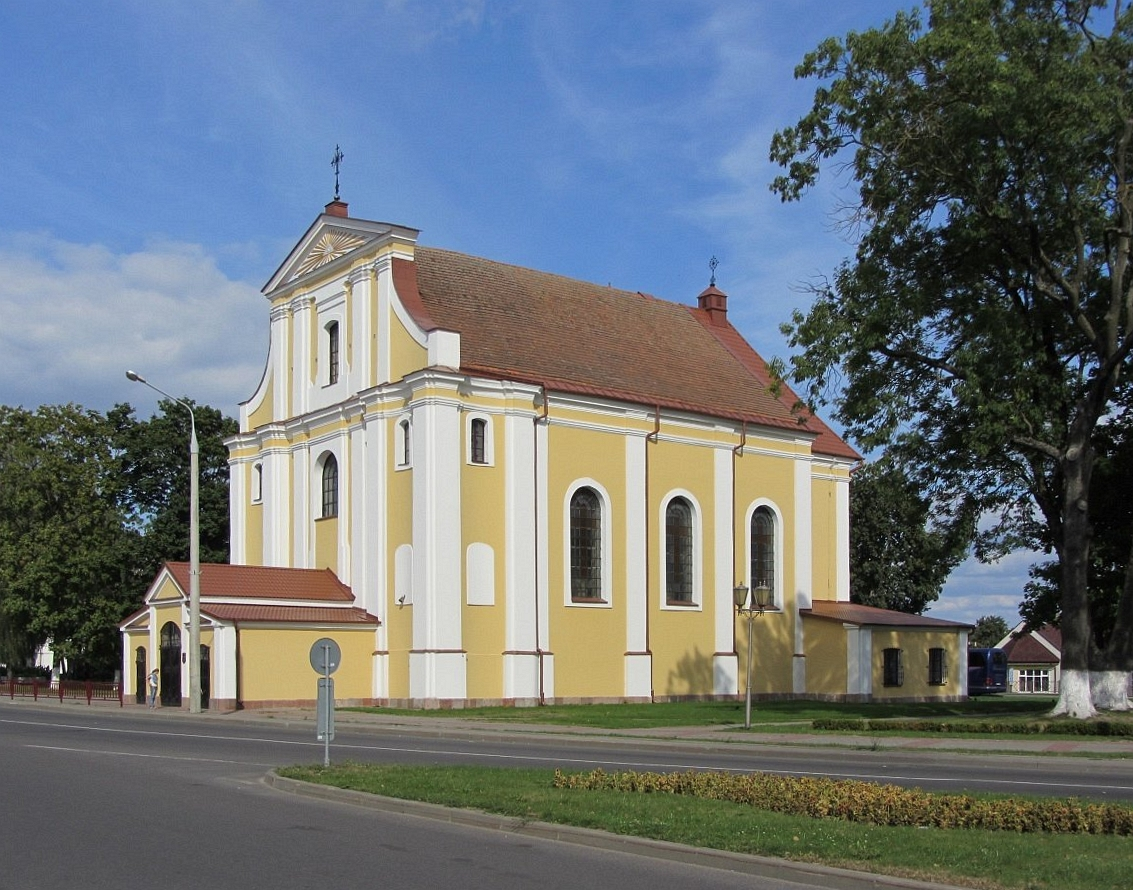
Kościół Podwyższenia Krzyża Świętego w Lidzie

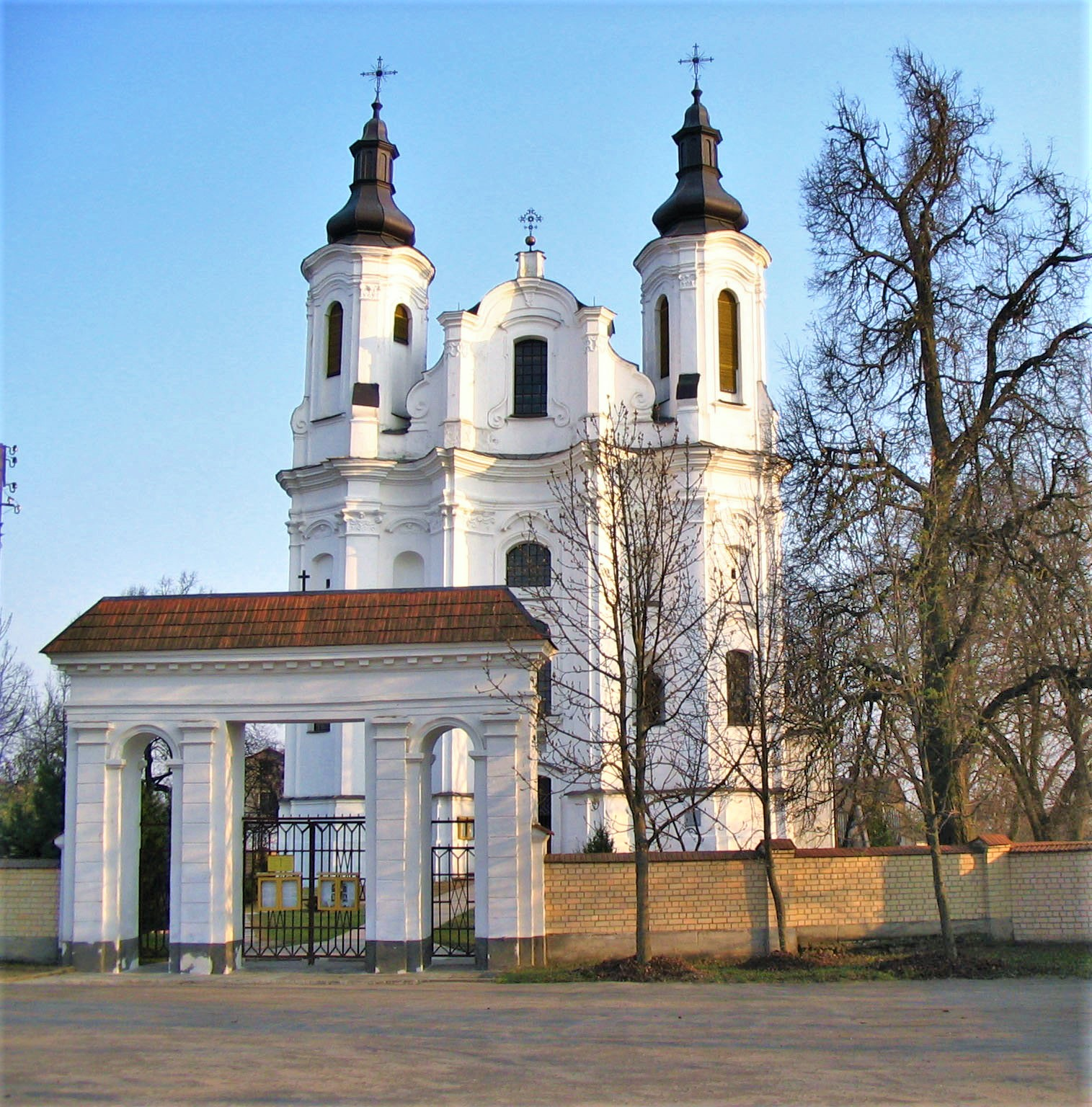
Kościół św. Andrzeja w Słonimie

| herb | miasto     | dekanat                     | rejon        | ludność | liczba parafii |
| ---- | ---------- | --------------------------- | ------------ | ------- | -------------- |
|      | Grodno     | Grodno-Wschód Grodno-Zachód | Grodno       | 373 747 | 12             |
|      | Lida       | Lida                        | lidzki       | 101 616 | 5              |
|      | Słonim     | Słonim                      | słonimski    | 49 441  | 3              |
|      | Wołkowysk  | Wołkowysk                   | wołkowyski   | 44 004  | 2              |
|      | Smorgonie  | Smorgonie                   | smorgoński   | 37 527  | 2              |
|      | Nowogródek | Nowogródek                  | nowogródzki  | 29 424  | 2              |
|      | Oszmiana   | Oszmiana                    | oszmiański   | 16 835  | 1              |
|      | Mosty      | Mosty                       | mostowski    | 15 770  | 1              |
|      | Szczuczyn  | Szczuczyn                   | szczuczyński | 15 475  | 1              |
|      | Ostrowiec  | Ostrowiec                   | ostrowiecki  | 10 878  | 2              |
|      | Skidel     | Grodno-Wschód               | skidelski    | 10 717  | 1              |
|      | Brzozówka  | Nowogródek                  | lidzki       | 10 311  | 1              |
|      | Iwie       | Iwie                        | iwiejski     | 7 702   | 1              |
|      | Zdzięcioł  | Zdzięcioł                   | zdzięcielski | 7 624   | 1              |
|      | Świsłocz   | Brzostowica Wielka          | świsłocki    | 6 426   | 1              |